# 1970 في الكويت

## المناصب
- أمير الدولة : صباح السالم الصباح
- رئيس الوزراء: جابر الأحمد الصباح

## مواليد
- نبيل العوضي - داعية إسلامي.
- رانيا العبد الله - عاهل الملك الأردني.
- أحمد العونان - ممثل.
- جمعان الحربش - سياسي.
- محمد راشد العقروقة - ممثل.
- جابر المحيلبي - سياسي.
- ثامر عناد - لاعب كرة قدم.
- أسامة حسين - لاعب كرة قدم.
- ياسر المصري - ممثل أردني.